# 月園

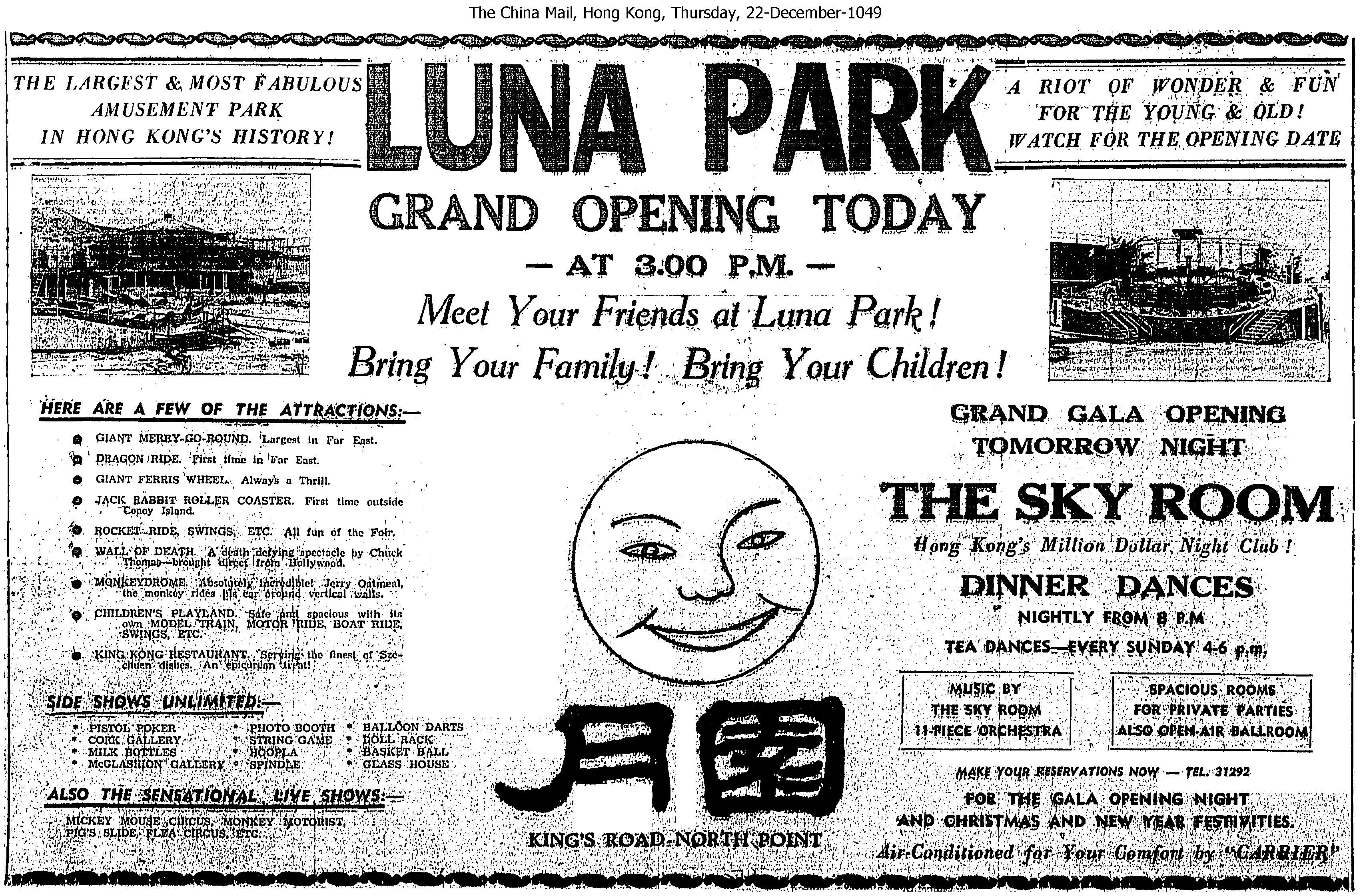
月園遊樂場的英文開幕廣告

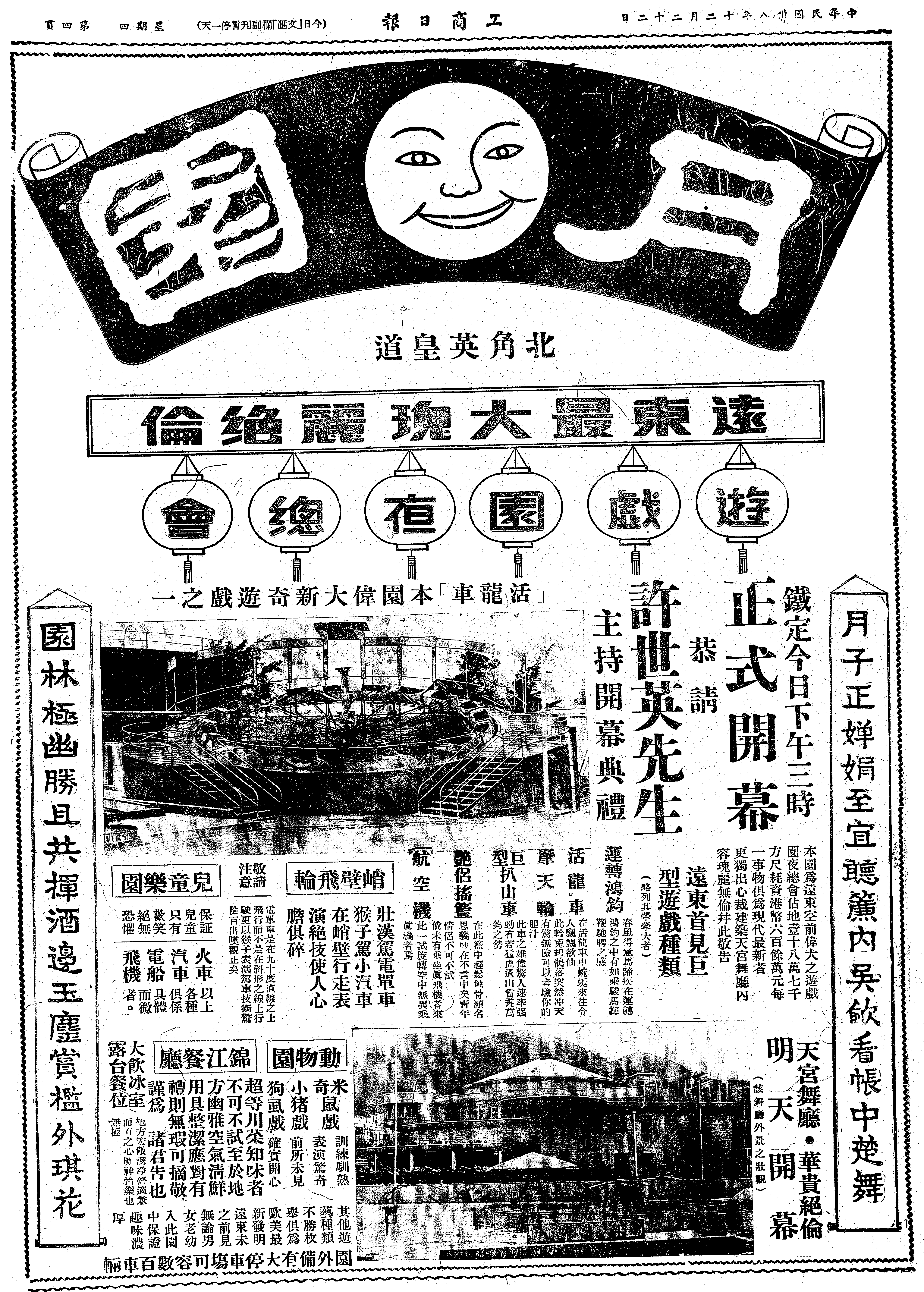
月園遊樂場的中文開幕廣告

月園（英文：Luna Park，1949年12月22日至1952年夏天），因虧損嚴重停業。數月後的1952年11月，此遊樂場重開，改名為「大世界遊樂場」，到1954年7月27日再停業，從此成為歷史陳迹。它是香港一個集遊玩設施、戲院及夜總會的娛樂綜合體，位於香港島的北角之英皇道，當年自稱：「本園為遠東空前偉大之遊戲園夜總會」，佔地187,000方呎，耗資港幣600多萬港元建造，單是磚石及混凝土已耗費80萬港元，建築期6個月，最初三個月每天1,000名建築工人；最後三個月每天2,000名建築工人。營運時需要350至400位職員。在1949年12月22日(星期四)的下午3時，由前中華民國總理：許世英先生(1873年至1964年10月13日)主持開幕典禮，廣告的對聯：「月子正嬋娟至宜聽簾內吳歈看帳中楚舞；園林極優勝且其揮酒邊玉塵賞檻外琪花。」，它的經理為 Alex Richardson 先生。

## 歷史
月園遊樂場最初由美國商人 Charlie 及福建籍商人郭春秧的繼承人郭雙鰲兄弟主持，至1952年夏季因虧蝕負債被香港法庭勒令停業，同年11月售予香港地產發展商李世華，並改名為「大世界遊樂場」。遊樂場後因業務持續收縮，先行改建成10多間北角道及30多間渣華街的住宅樓房出售；而遺址則建成月園街，並興建成樓高五層大廈，成為一個住宅區。

## 設施
- 巨型遊戲種類：
  - 運轉鴻鈞（旋轉木馬）：春風得意馬蹄疾在運轉鴻鈞之中，有如乘駿馬揮鞭馳騁之感。
  - 活龍車：在活龍車中蜿蜓來往令人飄飄欲仙。
  - 摩天輪：此輪兔起鶻落，突然沖天，有驚無險，可以考驗你的膽汁。
  - 巨型扒山車（過山車）：此車之雄偉，驚人速率強勁有若猛虎過山，雷霆萬鈞之勢。
  - 艷侶搖籃：在此籃中輕鬆蝕骨，顧名思議，妙在不言中矣，青年情侶不可不試。
  - 航空機：倘未有乘坐真飛機者，來此一試旋轉空中，無異乘真機焉。
- 兒童樂園：有小型火車、汽車、電船及飛機；
- 動物園：展出鼠、豬、狗及猴子，設有猴子驚險腳踏車表演；
- 大飲冰室：露臺餐位；
- 游泳池；
- 錦江餐廳：提供川菜；
- 天仙大戲院：粵劇表演場所；
- 天蟾電影院：放映歐洲及美國電影；
- 天宮舞廳（英文：Sky Room Night Club）
  - 1949年12月23日（星期五）才開幕；
  - 自稱為遠東華貴之高尚消遣場所；
  - 全部裝置耗港幣百餘萬元；
  - 建築採用美國的荷理活之最高等舞廳式樣
  - 11人的菲律賓大樂隊擔任伴奏
  - 採用美國的開利（Carrier）空氣調節機。
- 停車場：位於「月園」外，可停泊300車輛。

## 收費
- 入場費：港幣一元(月園)；港幣兩毫(大世界遊樂場)；1954年7月結業前的最後一個月免費入場。
- 每項機動遊戲收費：港幣五毫。